# Campionati europei di canoa/kayak sprint 2006
I Campionati europei di canoa/kayak sprint 2006 sono stati la 18ª edizione della manifestazione. Si sono svolti a Račice, in Repubblica Ceca.

## Medagliere
| Pos.   | Paese       | Oro | Argento | Bronzo | Totale |
| ------ | ----------- | --- | ------- | ------ | ------ |
| 1      | Ungheria    | 10  | 4       | 4      | 18     |
| 2      | Germania    | 4   | 11      | 3      | 18     |
| 3      | Russia      | 4   | 1       | 1      | 6      |
| 4      | Bielorussia | 2   | 3       | 2      | 7      |
| 5      | Romania     | 2   | 2       | 3      | 7      |
| 6      | Slovacchia  | 2   | 0       | 0      | 2      |
| 7      | Spagna      | 1   | 1       | 1      | 3      |
| 8      | Polonia     | 1   | 1       | 0      | 2      |
| 9      | Regno Unito | 1   | 0       | 0      | 1      |
| 10     | Lituania    | 0   | 2       | 2      | 4      |
| 11     | Rep. Ceca   | 0   | 2       | 0      | 2      |
| 12     | Ucraina     | 0   | 0       | 3      | 3      |
| 13     | Italia      | 0   | 0       | 2      | 2      |
| 13     | Svezia      | 0   | 0       | 2      | 2      |
| 15     | Francia     | 0   | 0       | 1      | 1      |
| 15     | Finlandia   | 0   | 0       | 1      | 1      |
| 15     | Danimarca   | 0   | 0       | 1      | 1      |
| 15     | Israele     | 0   | 0       | 1      | 1      |
| Totale | Totale      | 27  | 27      | 27     | 81     |

## Podi

### Uomini
| Evento    | Oro                                                                                           | Tempo    | Argento                                                                                          | Tempo    | Bronzo                                                                             | Tempo    |
| Canoa     |                                                                                               |          |                                                                                                  |          |                                                                                    |          |
| C1 200 m  | Maksim Opalev                                                                                 | 38"978   | Martin Doktor                                                                                    | 39"531   | Jevgenij Shuklin                                                                   | 39"543   |
| C1 500 m  | Maksim Opalev                                                                                 | 1'49"935 | Florin Mironcic                                                                                  | 1'51"127 | Jurij Čeban                                                                        | 1'51"155 |
| C1 1000 m | Florin Mironcic                                                                               | 3'54"600 | Andreas Dittmer                                                                                  | 3'54"844 | Maksim Opalev                                                                      | 3'55"376 |
| C2 200 m  | Russia Ivan Shtyl Evgeny Ignatov                                                              | 35"859   | Lituania Raimundas Labuckas Tomas Gadeikis                                                       | 35"503   | Ucraina Dmitro Sablin Sergiy Klimniuk                                              | 36"775   |
| C2 500 m  | Russia Sergej Ulegin Aleksandr Kostoglod                                                      | 1'39"626 | Germania Robert Nuck Stefan Holtz                                                                | 1'40"810 | Romania Josif Chirlǎ Andrei Cuculici                                               | 1'40"954 |
| C2 1000 m | Polonia Marcin Grzybowski Łukasz Woszczyński                                                  | 3'32"807 | Germania Tomasz Wylenzek Christian Gille                                                         | 3'32"935 | Bielorussia Aljaksandr Bahdanovič Andrėj Bahdanovič                                | 3'35"039 |
| C4 200 m  | Bielorussia Dzmitry Vaitsishkin Dzmitry Rabchanka Kanstantsin Shcharbak Aleksandr Vauchetskiy | 33"241   | Ungheria Márton Joób Pál Sarudi Gábor Horváth Péter Balázs                                       | 33"373   | Lituania Kazimieras Reksnys Raimundas Labuckas Jevgenij Miasniankin Tomas Gadeikis | 33"449   |
| C4 500 m  | Romania Loredan Popa Florin Mironcic Silviu Simiocencu Gabriel Talpă                          | 1'30"286 | Bielorussia Aljaksandr Bahdanovič Andrėj Bahdanovič Aliaksandr Zhukouski Aliaksandr Kurliandchyk | 1'31"818 | Ungheria Gábor Fürdök Ferenc Novák Imre Pulai Edvin Csabai                         | 1'33"890 |
| C4 1000 m | Germania Stephan Breuing Robert Nuck Stefan Holtz Thomas Lück                                 | 3'14"459 | Bielorussia Aliaksandr Vauchetski Dzmitry Rabchanka Dzmitry Vaitsishkin Kanstantsin Shcharbak    | 3'15"407 | Ungheria Gábor Balázs Márton Metka Mátyás Sáfrán Róbert Mike                       | 3'16"923 |
| Kayak     |                                                                                               |          |                                                                                                  |          |                                                                                    |          |
| K1 200 m  | Ronald Rauhe                                                                                  | 34"515   | Carlos Pérez Rial                                                                                | 34"644   | Mykola Kremer                                                                      | 35"252   |
| K1 500 m  | Zoltán Benkő                                                                                  | 1'38"428 | Anton Ryahov                                                                                     | 1'38"872 | Lutz Altepost                                                                      | 1'39"988 |
| K1 1000 m | Tim Brabants                                                                                  | 3'28"586 | Zoltán Benkő                                                                                     | 3'30"162 | Markus Oscarsson                                                                   | 3'30"538 |
| K2 200 m  | Germania Tim Wieskötter Ronald Rauhe                                                          | 31"818   | Lituania Egidijus Balčiūnas Alvydas Duonėla                                                      | 31"958   | Israele Michael Kolganov Barak Lufan                                               | 31"994   |
| K2 500 m  | Germania Tim Wieskötter Ronald Rauhe                                                          | 1'27"505 | Ungheria Gábor Kucsera Zoltán Kammerer                                                           | 1'27"697 | Bielorussia Vadzim Machneŭ Raman Pjatrušėnka                                       | 1'28"249 |
| K2 1000 m | Ungheria Gábor Kucsera Zoltán Kammerer                                                        | 3'09"703 | Germania Rupert Wagner Andreas Ihle                                                              | 3'10"455 | Spagna Pablo Banos Javier Hernanz Agueria                                          | 3'11"955 |
| K4 200 m  | Bielorussia Vadzim Machneŭ Raman Pjatrušėnka Aljaksej Abalmasaŭ Dziamyan Turchyn              | 29"893   | Rep. Ceca Svatopluk Batka Jan Štěrba Pavel Holubar Filip Svab                                    | 29"989   | Ungheria Viktor Kadler Gergely Gyertyános Balázs Babella István Beé                | 30"069   |
| K4 500 m  | Slovacchia Michal Riszdorfer Erik Vlček Róbert Erban Richard Riszdorfer                       | 1'20"136 | Romania Alexandru Ceausu Marian Baban Vasile Stefan Alin Anton                                   | 1'20"616 | Ungheria Attila Csamango Gábor Bozsik Attila Boros Márton Sík                      | 1'20"664 |
| K4 1000 m | Slovacchia Michal Riszdorfer Erik Vlček Róbert Erban Richard Riszdorfer                       | 2'50"377 | Bielorussia Vadzim Machneŭ Raman Pjatrušėnka Aljaksej Abalmasaŭ Dziamyan Turchyn                 | 2'50"437 | Germania Lutz Altepost Norman Bröckl Björn Bach Björn Goldschmidt                  | 2'50"733 |

### Donne
| Evento    | Oro                                                                   | Tempo    | Argento                                                                | Tempo    | Bronzo                                                               | Tempo    |
| Kayak     |                                                                       |          |                                                                        |          |                                                                      |          |
| K1 200 m  | Teresa Portela Rivas                                                  | 39"933   | Tímea Paksy                                                            | 40"181   | Anne-Laure Viard                                                     | 40"949   |
| K1 500 m  | Dalma Benedek                                                         | 1'52"218 | Beata Mikołajczyk                                                      | 1'52"802 | Nicole Reinhardt                                                     | 1'52"830 |
| K1 1000 m | Dalma Benedek                                                         | 3'53"155 | Katrin Wagner-Augustin                                                 | 3'53"635 | Josefa Idem                                                          | 3'56"735 |
| K2 200 m  | Ungheria Nataša Janić Katalin Kovács                                  | 36"804   | Germania Fanny Fischer Katrin Wagner-Augustin                          | 37"132   | Finlandia Anne Rikala Jenni Honkanen                                 | 37"168   |
| K2 500 m  | Ungheria Nataša Janić Katalin Kovács                                  | 1'39"733 | Germania Fanny Fischer Katrin Wagner-Augustin                          | 1'41"017 | Italia Fabiana Sgroi Alessandra Galiotto                             | 1'41"381 |
| K2 1000 m | Ungheria Nataša Janić Katalin Kovács                                  | 3'36"160 | Germania Gesine Ruge Judith Hörmann                                    | 3'37"556 | Danimarca Anne Lolk Thomsen Mette Barfod                             | 3'38"328 |
| K4 200 m  | Ungheria Melinda Patyi Nataša Janić Katalin Kovács Tímea Paksy        | 33"939   | Germania Gesine Ruge Carolin Leonhardt Nicole Reinhardt Judith Hörmann | 34"777   | Svezia Josefin Nordlöw Sofia Paldanius Karin Johansson Anna Karlsson | 35"125   |
| K4 500 m  | Ungheria Krisztina Fazekas Nataša Janić Katalin Kovács Tímea Paksy    | 1'31"458 | Germania Gesine Ruge Carolin Leonhardt Judith Hörmann Conny Waßmuth    | 1'32"714 | Romania Florica Vulpeş Mariana Ciobanu Lidia Talpă Alina Platon      | 1'34"274 |
| K4 1000 m | Ungheria Alexandra Keresztesi Nataša Janić Katalin Kovács Tímea Paksy | 3'15"389 | Germania Tanja Schuck Carolin Leonhardt Miriam Frenken Silke Hormann   | 3'17"617 | Romania Florica Vulpeş Mariana Ciobanu Lidia Talpă Alina Platon      | 3'17"885 |